# 女朋友 and 女朋友
《女朋友 and 女朋友》，簡稱「 Kano kano」是弘幸創作的愛情喜劇漫畫作品，從《週刊少年Magazine》2020年第14號連載至2023年第25號。截至2023年10月，累積發行超過200萬本。
2020年11月17日，宣布電視動畫化，由手塚製作公司擔任動畫製作，於2021年7月至9月播映，共12集。2022年9月16日，宣布製作電視動畫第2期，製作公司更換為SynergySP，於2023年10月至12月播出。
2021年在講談社主辦由全國書店店員投票遴選前十部「有趣且值得推薦的漫畫作品」的獎項「講談社超級！漫畫博覽會2021（日语：講談社ガチ！マンガフェア2021）」榜上有名。

## 故事簡介
向井直也是高中一年級生，跟從小就喜歡的佐木咲告白成功，兩人成為男女朋友。殊不知同為一年級生的水瀨渚突然向他告白。直也無法在二人中作出抉擇，提出自己要「腳踏兩條船」，讓兩人都成為他的女朋友，以免有人受到被拒絕的痛苦。不只如此，三人為了更加深入地認識對方，更同住一屋簷下，發展出一連串非常規的愛情喜劇故事。

## 登場人物
向井直也（聲：榎木淳彌）
本作的主角。1年B班的學生。12月31日生日。身高170公分。
是個認真誠實的人，對事情會超出必要的考慮，並且採取非常理性的行動，有著優柔寡斷的一面。從小就喜歡著咲，小學一年級開始每個月告白一次，直到高中終於成為戀人。另一方面，同時也被向自己告白的渚吸引。由於無法抉擇哪一位做為女朋友，因此提出要腳踏兩條船。
佐木咲（聲：竹達彩奈〔PV〕／佐倉綾音〔動畫〕）
本作的第一位女主角。從小是直也的鄰居也是同班同學，後成為直也的女朋友。4月13日生日。身高161公分。
好朋友會以「Sakisaki」暱稱。咲的名字是因為雙親有「姓和名讀起來一樣，感覺很可愛」的想法所發想而來的。運動能力很好，在學校參加籃球社。
水瀨渚（聲：佐倉綾音〔PV〕／和氣杏未〔動畫〕）
本作的第二位女主角。和直也是同班同學。3月18日生日。身高155公分。
高中入學前就喜歡直也，由於想要以萬全的姿態對直也告白，因此不去上學，一心一意努力的健身和料理特訓。因為時間都不花在學業上，所以成績很差，而且在同年級中沒有朋友。做事一直都不得要領，必須付出超過其他人好幾倍的努力。為了找到自己所擅長的事，曾經每樣都努力嘗試500－1000小時。
星崎理香（聲：竹達彩奈）
本作的第三位女主角。就讀和直也他們同高中的1年D班。8月1日生日。身高163公分。
擁有G罩杯和雙馬尾的美少女，在校內男同學中很受歡迎。她是擁有五萬訂閱人氣Metuber「蜜莉卡」（ミリカ），但不為父親（聲：關智一）和學校所知。直也他們都用蜜莉卡這個名字來叫她。因為喜歡直也，所以一直向他告白，卻屢屢遭直也拒絕。曾經在渚與咲的面前，奪走直也、同時也是自己的初吻。為了更接近直也，租下了直也家旁的公寓，但並未撤走在直也家的露營用品，不時會回來住。
桐生紫乃（聲：高橋李依）
本作的第四位女主角。和直也他們是同班同學，成績很好，是個全學年成績第一名的優等生，曾稱自己也常拿全國模擬考第一名。11月25日生日。身高156公分。
和咲是同為籃球社的朋友，國中時期就與咲和直也認識。喜歡直也，頭髮上的蝴蝶結是直也在國中時送的。暑假住進直也家。
星崎理沙（聲：古賀葵）
理香的妹妹。曾被自己的姐姐作為誘拐直也的工具。

## 創作、出版
《女朋友 and 女朋友》以作者弘幸上載到Twitter，並在2019年8月舉辦的Comic Market 96中發售的同人誌《堂堂正正，一腳踏兩船的故事》（正々堂々、二股する話）為藍本。由於反應不錯，所以就用在連載上了。這部作品的第1話也收錄在《女朋友 and 女朋友》單行本第1卷內。
作者的上一部連載的漫畫作品《單蠢女孩》曾由週刊連載改為月刊連載，他在訪談稱這讓他懊惱「這樣下去，我就會是輸給週刊連載的人了」，繼而產生要去再次挑戰週刊連載的想法。由於週刊連載相當依賴體力，他覺得從年齡上去考慮，若不在這個時候做週刊連載，就可能一輩子都做不到了。他指跟《單蠢女孩》相比，《女朋友 and 女朋友》比起「搞笑」，更注意「可愛的女孩子」的部份。
在本作藍本《堂堂正正，一腳踏兩船的故事》中，咲的性格比較嚴肅，會去質疑渚的想法。不過，責任編輯覺得這部漫畫「開心一點比較好」，所以「咲就變成笨蛋了」。至於渚方面，由於她本質上還是個來橫刀奪愛的角色，於是作者覺得一定要把這個角色塑造成好孩子，好到讓咲會覺得「趕她出去實在太過份」的程度。他很著重去建構女角色之間的關係，因為女生們的關係好，才會有「開心的一腳踏兩船」。另外，由於他覺得「一腳踏兩船」（二股）這個詞很俗，所以就沒有沿用舊標題。第3名女角色理香是作者從最初起就打算讓她登場的角色，作者在連載前寫的筆記上已有「露營女孩」、「過於自信」、「投稿影片者」等設定。作者在最初起便已決定第4名女角色紫乃會喜歡直也，並指在「喜歡了不能喜歡的人時，會怎樣做？」這一漫畫大主題下，相比渚會接納，理香會爭奪，紫乃則是會忍耐，因此認為這個角色是比較嚴肅的，為漫畫增添深度。
《女朋友 and 女朋友》於《週刊少年Magazine》2020年第14號開始連載。同時期於《週刊少年Magazine》連載的愛情喜劇作品包括《出租女友》、《想養男高中生的大姊姊》、《即使如此依舊步步進逼》、《杜鵑婚約》、《戀與魔法完全搞不清！》、《女神咖啡廳》、《結緣甘神神社》、《黑岩目高不把我的可愛放在眼裡》等等。自《五等分的新娘》爆紅以來，該雜誌大幅增加愛情喜劇漫畫的比例，2020年至2021年期間開始連載且連載至2021年7月的13部新作品中，有6部都是愛情喜劇。而在《五等分的新娘》開始連載的2017年第36、37合併號，26部連載作品中僅有《風夏》、《閉上眼睛吧，星野。》、《徒然喜歡你》、《出租女友》、《川柳少女》共6部愛情喜劇作品。五年前的2012年第36、37合併號則更少，26部連載作品中僅有3部，包括《山田君與7人魔女》、《小鎮有你》和《快樂計劃》。

## 宣傳
2020年10月23日，公開由竹達彩奈和佐倉綾音配音的宣傳影片（PV），在影片中她們分別飾演佐木咲和水瀨渚。

## 出版書籍
| 冊數 | 講談社         | 講談社                                                  | 東立出版社     | 東立出版社             |
| 冊數 | 發售日期       | ISBN                                                    | 發售日期       | ISBN                   |
| ---- | -------------- | ------------------------------------------------------- | -------------- | ---------------------- |
| 1    | 2020年6月17日  | ISBN 978-4-06-519743-1                                  | 2021年4月26日  | ISBN 978-957-26-6291-5 |
| 2    | 2020年9月17日  | ISBN 978-4-06-520747-5                                  | 2021年8月30日  | ISBN 978-957-26-6292-2 |
| 3    | 2020年11月17日 | ISBN 978-4-06-521409-1                                  | 2021年9月30日  | ISBN 978-957-26-6293-9 |
| 4    | 2021年1月15日  | ISBN 978-4-06-521960-7                                  | 2021年12月2日  | ISBN 978-957-26-7623-3 |
| 5    | 2021年4月16日  | ISBN 978-4-06-522885-2                                  | 2022年1月10日  | ISBN 978-957-26-7793-3 |
| 6    | 2021年6月17日  | ISBN 978-4-06-523588-1                                  | 2022年3月7日   | ISBN 978-957-26-7794-0 |
| 7    | 2021年8月17日  | ISBN 978-4-06-524478-4                                  | 2022年6月30日  | ISBN 978-957-26-7795-7 |
| 8    | 2021年10月15日 | ISBN 978-4-06-525143-0                                  | 2022年9月1日   | ISBN 978-957-26-8038-4 |
| 9    | 2022年1月17日  | ISBN 978-4-06-526606-9                                  | 2022年10月13日 | ISBN 978-957-26-8687-4 |
| 10   | 2022年4月15日  | ISBN 978-4-06-527541-2                                  | 2022年11月18日 | ISBN 978-957-26-9251-6 |
| 11   | 2022年6月17日  | ISBN 978-4-06-528183-3                                  | 2023年11月9日  | ISBN 978-957-26-9750-4 |
| 12   | 2022年9月16日  | ISBN 978-4-06-529133-7                                  | 2024年1月19日  | ISBN 978-626-347-408-6 |
| 13   | 2022年11月17日 | ISBN 978-4-06-529710-0                                  | 2024年2月5日   | ISBN 978-626-347-872-5 |
| 14   | 2023年2月17日  | ISBN 978-4-06-530629-1                                  | 2024年3月29日  | ISBN 978-626-360-387-5 |
| 15   | 2023年4月17日  | ISBN 978-4-06-531265-0                                  | 2024年8月23日  | ISBN 978-626-02-2129-4 |
| 16   | 2023年7月14日  | ISBN 978-4-06-532187-4 ISBN 978-4-06-532188-1（特裝版） | 2024年11月4日  | ISBN 978-626-02-2130-0 |

## 電視動畫
改編電視動畫由2021年7月2日至9月17日於MBS、TBS、BS-TBS「Animeism」時段播映。動畫首播7月2日當日晚上9時在ABEMA上播映特備節目，榎木淳彌、佐倉綾音和和氣杏未出席。動畫播畢後，再於10月8日晚上9時在ABEMA上播映特備節目，榎木淳彌、佐倉綾音、和氣杏未、竹達彩奈和高橋李依出演。

### 消息公佈、宣傳
2020年11月17日，宣佈將會改編為電視動畫，並將於2021年內播映，宣傳上標榜「《週刊少年Magazine》最快動畫化」，連載約8個月時宣佈動畫化。2021年1月15日，公開前導視覺圖，以及主要製作人員；動畫製作公司跟《五等分的新娘》第一季和《安達與島村》一樣都是手塚製作公司，同樣由桑原智擔任導演，大知慶一郎擔任系列構成。
3月28日，在AnimeJapan 2021中公佈動畫將於同年7月在Animeism首播，並公開主視覺圖、前導宣傳片，以及5名主要角色的聲優——榎木淳彌、佐倉綾音、和氣杏未、竹達彩奈和高橋李依；其中榎木、佐倉、竹達和高橋有出席該日AnimeJapan 2021的舞台活動，和氣則以錄製影片的形式出現。4月21日，宣傳首播日期為7月2日。6月23日，公開正式宣傳片。
聲優專題雜誌《聲優Grand Prix》2021年9月號於8月10日發售，刊登了動畫的20頁長篇特集，聲演主角群的4名女聲優——佐倉、和氣、竹達和高橋——登上該期封面，並接受訪問。《月刊Newtype》2021年9月號亦刊載了理香的插畫，以及竹達的訪談。

### 製作
作者弘幸在2020年夏季時得知本作改編動畫將下一年的7月播映。由於他一直以來的作品都是搞笑作品（ギャグ作品），不希望這部作品被搞笑作品的一面掩蓋愛情喜劇的部份，故向動畫製作組請求不要做得太像一部搞笑作品。他在訪問中透露曾被動畫製作組詢問女主角的內褲是甚麼花紋，另外亦讚賞負責動畫人物設定的豐田曉子很好地重現了自己的畫風。

#### 製作人員
|            | 第1期                                                             | 第2期                                                   |
| ---------- | ----------------------------------------------------------------- | ------------------------------------------------------- |
| 原作       | 弘幸                                                              | 弘幸                                                    |
| 導演       | 桑原智                                                            | 鈴木孝聰                                                |
| 系列構成   | 大知慶一郎                                                        | 大知慶一郎                                              |
| 人物設定   | 豐田曉子                                                          | 萩原祥子                                                |
| 美術監督   | 齊藤雅己                                                          | 三宅昌和                                                |
| 色彩設計   | 油谷由美                                                          | 瀨戶治子                                                |
| 攝影監督   | 木村俊也                                                          | 和田典子                                                |
| 剪輯       | 内田涉                                                            | 中葉由美子                                              |
| 音響監督   | 本山哲                                                            | 本山哲                                                  |
| 音響制作   | HALF H・P STUDIO                                                  | HALF H・P STUDIO                                        |
| 音樂       | 櫻井美希、齋木達彦                                                | 櫻井美希、齋木達彦                                      |
| 音樂       | 青木沙也果                                                        | 佐久間奏、中嶋純子                                      |
| 音樂製片人 | 水田大介                                                          | 水田大介                                                |
| 音樂制作   | 日音                                                              | 日音                                                    |
| 音樂協力   | Myrica Music                                                      | Myrica Music                                            |
| 主製片人   | 古川慎、高橋和彰                                                  | 古川慎、高橋和彰                                        |
| 主製片人   | 前田俊博、林宏之                                                  | 青井宏之、藤原和博、秋田真吾、吉武真太郎                |
| 製片人     | 青井宏之、日比政廣、服部健太郎 宇田川純男、吉武真太郎、内藤宗一郎 | 山崎博昭、立花耕、杉本美佳 荒牧大輔、宮下豐茂、筒井和生 |
| 動畫製片人 | 大澤宏志                                                          | 貝賀美咲                                                |
| 動畫製作   | 手塚製作公司                                                      | SynergySP                                               |
| 製作       | 女朋友 and 女朋友製作委員会2021                                   | 女朋友 and 女朋友製作委員会2023                         |

### 主題曲
第1期
片頭曲「別開玩笑了」 
作詞、作曲：朝日，編曲、主唱：Necry Talkie（Sony Music Associated Records）
片尾曲
作詞、作曲：渡邊翔，編曲：倉内達矢（MusicRay'n），主唱：麻倉桃
負責作詞、作曲的渡邊曾創作麻倉桃專輯《Agapanthus》的標題曲《Agapanthus》，是動畫製作方和麻倉團隊都同意的創作人選。渡邊為本作片尾曲創作了兩首歌，並有詢問麻倉起用哪首歌為片尾曲，也有就歌詞詢問她的意見。麻倉認為這首歌比較有節奏感，因此比較配合動畫的喜劇氣圍。
第2期
片頭曲
編曲：板井直樹，作詞、作曲、主唱：小玉ひかり
片尾曲
作詞、作曲、編曲：重永亮介，主唱：ClariS
第12話插入曲
作詞、作曲：小玉ひかり、編曲：清野雄翔，主唱：小玉ひかり

### 各話列表
| 話數  | 標題                 | 劇本       | 分鏡             | 演出     | 作畫監督 | 總作畫監督                                                           | 首播日期       |       |       |       |       |       |       |       |       |       |       |       |       |       |       |       |       |       |
| 第1期 | 第1期                | 第1期      | 第1期            | 第1期    | 第1期 | 第1期                                                                | 第1期          | 第1期 | 第1期 | 第1期 | 第1期 | 第1期 | 第1期 | 第1期 | 第1期 | 第1期 | 第1期 | 第1期 | 第1期 | 第1期 | 第1期 | 第1期 | 第1期 | 第1期 |
| ----- | -------------------- | ---------- | ---------------- | -------- | --- | -------------------------------------------------------------------- | -------------- | ----- | ----- | ----- | ----- | ----- | ----- | ----- | ----- | ----- | ----- | ----- | ----- | ----- | ----- | ----- | ----- | ----- |
| 1     | 就算那並非正途       | 大知慶一郎 | 桑原智           | 波多正美 | 、高橋萬帆、劉泉、趙越 | 豐田曉子                                                             | 2021年 7月2日  |       |       |       |       |       |       |       |       |       |       |       |       |       |       |       |       |       |
| 2     | 渚的心情             | 大知慶一郎 | 桑原智           | 金子篤二 | 上月庸右、西川真人、榊原大河、萬代高富、Hong Yu-mi、Kwon Hyeok-jeong、Song Hyeon-ju、Lee Ye-sung、Kim Yu-jin               | 豐田曉子                                                             | 7月9日         |       |       |       |       |       |       |       |       |       |       |       |       |       |       |       |       |       |
| 3     | 三人的棲身之處       | 森田真由美 | 桑原智           | 友田政晴 | 岩崎令奈、長橋研太、劉泉、上月庸右、西川真人、北島勇樹、福井光惠、榊原大河                                                 | 豐田曉子、薄谷榮之                                                   | 7月16日        |       |       |       |       |       |       |       |       |       |       |       |       |       |       |       |       |       |
| 4     | 女朋友和女朋友       | 犬飼和彥   | 桑原智           | 藤代和也 | Kim Bong-duk、Kim Hyeon-gyeong、Jo Eun-kyung、Woo Gueum-yung、Lee Gwan-woo、榊原大河、                                     | 豐田曉子                                                             | 7月23日        |       |       |       |       |       |       |       |       |       |       |       |       |       |       |       |       |       |
| 5     | 第三位女朋友！？     | 大知慶一郎 | 桑原智           | 前園文夫 | Kim Yu-seon、Im Young-sik、Kim Sang-ri、Song Hyeon-ju、Lee Ye-sung、Kim Yu-jin、Hong In-su、Kim Gang-won                   | 豐田曉子                                                             | 7月30日        |       |       |       |       |       |       |       |       |       |       |       |       |       |       |       |       |       |
| 6     | 傲即是嬌             | 大知慶一郎 | 桑原智           | 波多正美 | 周龍、孫偉、高璞玉、趙越、諸葛子敬、羅陽、張圃文、房博雅、趙瑩萍、白欣燁、                                                 | 豐田曉子                                                             | 8月6日         |       |       |       |       |       |       |       |       |       |       |       |       |       |       |       |       |       |
| 7     | 女朋友們的挑戰       | 犬飼和彥   | 桑原智           | 金子篤二 | Kim Bong-duk、Jang Jae-yong、Cheo Young-hee、Kim Hyeon-gyeong、Jung Ji-hee、Ho Sung-jin、Lim Su-gyeong、Woo Gueum-yung     | 豐田曉子                                                             | 8月13日        |       |       |       |       |       |       |       |       |       |       |       |       |       |       |       |       |       |
| 8     | 怎麼看都是喜歡       | 森田真由美 | 桑原智           | 尾上皓紀 | Cerberus、Suwarin Promjutikenon、Chotanan Pipobworachai、柏木信弘、島袋智和、壽夢龍、德田夢之介、南伸一郎、榊原大河        | 豐田曉子                                                             | 8月20日        |       |       |       |       |       |       |       |       |       |       |       |       |       |       |       |       |       |
| 9     | 傲嬌的真心曝光       | 犬飼和彥   | 梨田美波、桑原智 | 深瀬重   | Park Ae-lee、Hong Yu-mi、Song Hyeon-ju                                                                                     | 豐田曉子                                                             | 8月27日        |       |       |       |       |       |       |       |       |       |       |       |       |       |       |       |       |       |
| 10    | 期待溫泉旅行         | 森田真由美 | 龜井隆、桑原智   | 前園文夫 | Bae Geun-young、Hwang Young-sik、Park Sun-ok、Gang Hyeon-guk、榊原大河、                                                   | 豐田曉子                                                             | 9月3日         |       |       |       |       |       |       |       |       |       |       |       |       |       |       |       |       |       |
| 11    | 在溫泉常會發生的事   | 大知慶一郎 | 桑原智           | 上間由梨 | Kim Hyeon-gyeong、Lee Gwan-woo、Cheo Young-hee、Jung Ji-hee、Ho Sung-jin、Lim Su-gyeong、Jo Eun-kyung                      | 豐田曉子                                                             | 9月10日        |       |       |       |       |       |       |       |       |       |       |       |       |       |       |       |       |       |
| 12    | 女朋友 and 女朋友    | 大知慶一郎 | 桑原智           | 武藤公春 | Yong Jung-hye、Hong Yu-mi、Park Ae-lee、Hwang Young-sik、Kim Gi-nam、Hwang Il-jin、HANIL Animation、榊原大河、羅陽、張圃文 | 豐田曉子                                                             | 9月17日        |       |       |       |       |       |       |       |       |       |       |       |       |       |       |       |       |       |
| 第2期 |                      |            |                  |          | |                                                                      |                |       |       |       |       |       |       |       |       |       |       |       |       |       |       |       |       |       |
| 13    | 上啊上啊GOGO迎接暑假 | 大知慶一郎 | 鈴木孝聰         | 鈴木孝聰 | 、斎藤大輔、玉置典彦、槙田一章                                                                                             | 松田莉音、百百真廣、重松遙、朝山公晴                                 | 2023年 10月7日 |       |       |       |       |       |       |       |       |       |       |       |       |       |       |       |       |       |
| 14    | 歡迎紫乃同學入住     | 大知慶一郎 | 松井仁之         | 真野玲   | 內藤圭、日置正志 | 百百真廣、重松遙、朝山公晴                                           | 10月14日       |       |       |       |       |       |       |       |       |       |       |       |       |       |       |       |       |       |
| 15    | 振作點               | 大知慶一郎 | 鈴木孝聰         | 渡邊遙   | 渡邊真由美、槙田一章、吉田肇、趙小川                                                                                       | 渡邊真由美、松田莉音、百百真廣、重松遙、朝山公晴                     | 10月21日       |       |       |       |       |       |       |       |       |       |       |       |       |       |       |       |       |       |
| 16    | 女朋友和煙火         | 犬飼和彦   | 奥村吉昭         | 齊藤秀二 | 、 | 百百真廣、重松遙、朝山公晴                                           | 10月28日       |       |       |       |       |       |       |       |       |       |       |       |       |       |       |       |       |       |
| 17    | 女朋友與覺悟         | 大知慶一郎 | 松井仁之         | 松井仁之 | 荒牧園美、今野幸一、槙田一章、渡邊真由美、飯飼一幸、                                                                       | 渡邊真由美、百百真廣、重松遙、朝山公晴                               | 11月4日        |       |       |       |       |       |       |       |       |       |       |       |       |       |       |       |       |       |
| 18    | 她的覺悟             | 犬飼和彥   | 松井仁之         | 秦義人   | 、 | 百百真廣、重松遙、朝山公晴                                           | 11月11日       |       |       |       |       |       |       |       |       |       |       |       |       |       |       |       |       |       |
| 19    | 和女朋友們的夜晚     | 大知慶一郎 | 鈴木孝聰         | 奧村吉昭 | 、 | 萩原祥子、渡邊真由美、百百真廣、重松遙、朝山公晴                     | 11月18日       |       |       |       |       |       |       |       |       |       |       |       |       |       |       |       |       |       |
| 20    | 絕不退讓的心意       | 犬飼和彥   | 西田正義         | 渡邊遙   | 今野幸一、萩原祥子、槙田一章、渡邊真由美、Ho Seongjin                                                                      | 萩原祥子、渡邊真由美                                                 | 11月25日       |       |       |       |       |       |       |       |       |       |       |       |       |       |       |       |       |       |
| 21    | 和女朋友們去度假     | 大知慶一郎 | 奧村吉昭         | 齊藤秀二 | 、無錫市櫻花卡通有限公司                                                                                                   | 萩原祥子、渡邊真由美、荒牧園美、百百真廣、重松遙、朝山公晴           | 12月2日        |       |       |       |       |       |       |       |       |       |       |       |       |       |       |       |       |       |
| 22    | 她的決心             | 犬飼和彦   | 羽鳥潤           | 秦義人   | 林政志、元美那、朴松花、朴順玉、                                                                                           | 萩原祥子、渡邊真由美、百百真廣、重松遙、朝山公晴                     | 12月9日        |       |       |       |       |       |       |       |       |       |       |       |       |       |       |       |       |       |
| 23    | 她的決心 在那之後    | 大知慶一郎 | 西田正義         | 奧村吉昭 | 、 | 萩原祥子、渡邊真由美、槙田一章、荒牧園美、百百真廣、重松遙、朝山公晴 | 12月16日       |       |       |       |       |       |       |       |       |       |       |       |       |       |       |       |       |       |
| 24    | 她的決心 然後…       | 大知慶一郎 | 鈴木孝聰         | 鈴木孝聰 | 萩原祥子、渡邊真由美、今野幸一、槙田一章、荒牧園美、富永和代                                                               | 萩原祥子、渡邊真由美                                                 | 12月23日       |       |       |       |       |       |       |       |       |       |       |       |       |       |       |       |       |       |

### 播放平台
| 播放期間                                          | 播放時間                    | 播放電視台 | 播放地區   | 備註                     |
| ------------------------------------------------- | --------------------------- | ---------- | ---------- | ------------------------ |
| 2021年7月3日－9月18日                             | 週六 2:25－2:55（週五深夜） | 每日放送   | 近畿廣域圈 | 製作参加 / 字幕放送      |
|                                                   |                             | TBS電視台  | 關東廣域圈 | 字幕播放                 |
|                                                   | 週六 3:00－3:30（週五深夜） | BS-TBS     | 日本全域   | BS/BS4K播放              |
| 2021年7月7日－9月22日                             | 週三 22:30－23:00           | AT-X       | 日本全域   | CS播放／字幕播放／可重播 |
| 每日放送、TBS電視台、BS-TBS於「Animeism」B2時段。 |                             |            |            |                          |

| 播放期間                                          | 播放時間                    | 播放電視台 | 播放地區   | 備註                     |
| ------------------------------------------------- | --------------------------- | ---------- | ---------- | ------------------------ |
| 2023年10月7日－12月23日                           | 週六 2:23－2:53（週五深夜） | 每日放送   | 近畿廣域圈 | 製作参加                 |
|                                                   |                             | TBS電視台  | 關東廣域圈 |                          |
|                                                   | 週六 3:00－3:30（週五深夜） | BS-TBS     | 日本全域   | BS/BS4K播放              |
| 2023年10月8日－12月24日                           | 週日 22:30－23:00           | AT-X       | 日本全域   | CS播放／字幕播放／可重播 |
| 每日放送、TBS電視台、BS-TBS於「Animeism」B2時段。 |                             |            |            |                          |

| 播放地區                                                 | 播放平台                                                                  | 播放日期                | 播放時間              | 字幕語言                             | 備註     |
| 第1期                                                    | 第1期                                                                     | 第1期                   | 第1期                 | 第1期                                | 第1期    |
| -------------------------------------------------------- | ------------------------------------------------------------------------- | ----------------------- | --------------------- | ------------------------------------ | -------- |
| 東盟、印度、孟加拉、不丹                                 | Muse Asia YouTube頻道                                                     | 2021年7月2日－9月17日   | 星期五 26:25（UTC+8） | 簡體中文、英文                       | [ 39 ]   |
| 香港、澳門                                               | 木棉花香港YouTube頻道                                                     | 2021年7月2日－9月17日   | 星期五 26:25（UTC+8） | 繁體中文                             | [ 40 ]   |
| 臺灣                                                     | 巴哈姆特動畫瘋、中華電信MOD、Hami Video、myVideo 影音隨看、遠傳friDay影音 | 2021年7月2日－9月17日   | 星期五 26:25（UTC+8） | 繁體中文                             | [ 41 ]   |
| 香港、澳門、臺灣                                         | bilibili                                                                  | 2021年7月2日－9月17日   | 星期五 26:25（UTC+8） | 繁體中文                             | [ 42 ]   |
| 泰國、馬來西亞、新加坡、印度尼西亞、越南                 | bilibili Global                                                           | 2021年7月2日－9月17日   | 星期五 26:25（UTC+8） | 簡體中文、英文、泰文、印尼文、越南文 | [ 43 ]   |
| 北美洲、中美洲、南美洲、歐洲、非洲、大洋洲、中東、獨聯體 | Crunchyroll                                                               | 2021年7月2日－9月17日   | 星期五 12:00（UTC-7） | 英文等                               | [ 44 ]   |
| 第2期                                                    |                                                                           |                         |                       |                                      |          |
| 臺灣                                                     | 巴哈姆特動畫瘋                                                            | 2023年10月7日－12月23日 | 星期六 01:23（UTC+8） | 繁體中文                             | [ 註 8 ] |
| 臺灣                                                     | 中華電信MOD                                                               | 2023年10月7日－12月23日 | 星期六 01:23（UTC+8） | 繁體中文                             |          |
| 臺灣                                                     | Hami Video                                                                | 2023年10月7日－12月23日 | 星期六 01:23（UTC+8） | 繁體中文                             |          |
| 臺灣                                                     | LiTV 線上影視                                                             | 2023年10月7日－12月23日 | 星期六 01:23（UTC+8） | 繁體中文                             |          |
| 臺灣                                                     | MyVideo                                                                   | 2023年10月7日－12月23日 | 星期六 01:23（UTC+8） | 繁體中文                             |          |
| 臺灣                                                     | friDay影音                                                                | 2023年10月7日－12月23日 | 星期六 01:23（UTC+8） | 繁體中文                             |          |
| 臺灣                                                     | KKTV                                                                      | 2023年10月7日－12月23日 | 星期六 01:23（UTC+8） | 繁體中文                             |          |
| 臺灣                                                     | LINE TV                                                                   | 2023年10月7日－12月23日 | 星期六 01:23（UTC+8） | 繁體中文                             |          |
| 臺灣                                                     | CATCHPLAY+                                                                | 2023年10月7日－12月23日 | 星期六 01:23（UTC+8） | 繁體中文                             |          |
| 臺灣                                                     | Muse木棉花-TW（YouTube）                                                  | 2023年10月7日－12月23日 | 星期六 01:23（UTC+8） | 繁體中文                             |          |

### BD / DVD
| 卷數  | 發售日期      | 收錄話數       | 規格編號 | 規格編號 |
| 卷數  | 發售日期      | 收錄話數       | BD       | DVD      |
| 第1期 | 第1期         | 第1期          | 第1期    | 第1期    |
| ----- | ------------- | -------------- | -------- | -------- |
| 1     | 2021年10月6日 | 第1話－第3話   | HPXN-321 | HPBN-321 |
| 2     | 2021年11月5日 | 第4話－第6話   | HPXN-322 | HPBN-322 |
| 3     | 2021年12月3日 | 第7話－第9話   | HPXN-323 | HPBN-323 |
| 4     | 2022年1月7日  | 第10話－第12話 | HPXN-324 | HPBN-324 |
| 第2期 |               |                |          |          |
| 上    | 2024年2月2日  | 第1話－第6話   | HPXN-491 | 不適用   |
| 下    | 2024年3月6日  | 第7話－第12話  | HPXN-492 | 不適用   |

## 註腳
註釋
1. ↑  其後《特斯拉筆記》將獲動畫化的消息在2021年4月7日公佈[19]，該作當時連載僅3個月。該動畫於同年10月首播。
2. ↑  第2集改於26:40首播[30]。
3. ↑  第4集改於26:35首播[31]。
4. ↑  第5集改於27:00首播[32]。
5. ↑  第6集改於26:35首播[33]。
6. ↑  第9集改於26:30首播[34]。
7. ↑  第1話，2:28－2:58。
8. ↑  第1話於01:28播出。

來源
1. . www.zoommovie.com.   [2025-06-03] （中文（中国大陆））.
2. .   [2025-06-03].
3. ↑  アニメフリークス. . ABEMA. 2023-10-07  [2024-11-04]. （原始内容存档于2024-08-15） （日语）.
4. ↑  . 電視動畫《女朋友 and 女朋友》官方網站. 2022-09-16  [2022-09-16]. （原始内容存档于2022-09-26） （日语）.
5. ↑  . 2021-12-29  [2021-12-29]. （原始内容存档于2021-12-29） （日语）.
6. 1 2 3 4 5  . 電視動畫官方網站.   [2021-04-18]. （原始内容存档于2021-07-03） （日语）.
7. 1 2 3  . ORICON NEWS. 2020-10-23  [2020-11-25]. （原始内容存档于2020-11-06） （日语）.
8. 1 2 3 4  . comicspace. 2021-04-16  [2021-08-01]. （原始内容存档于2021-08-01） （日语）.
9. ↑  . MELONBOOKS.   [2021-08-01]. （原始内容存档于2021-08-01） （日语）.
10. ↑  . pixiv. 2020-06-19  [2021-08-01]. （原始内容存档于2021-08-01） （日语）.
11. 1 2  . cho-animedia.jp. IID, Inc. 2021-08-06  [2021-08-16]. （原始内容存档于2021-08-16） （日语）.
12. ↑  . comicspace. 2021-04-16  [2021-08-16]. （原始内容存档于2021-08-16） （日语）.
13. ↑  . Natalie. 2020-03-04  [2020-11-25]. （原始内容存档于2020-11-20） （日语）.
14. ↑  . Natalie. 2021-07-02  [2021-08-15]. （原始内容存档于2021-08-14） （日语）.
15. 1 2  . Natalie. 2021-06-23  [2021-08-15]. （原始内容存档于2021-08-15） （日语）.
16. ↑  . Natalie. 2021-10-01  [2021-10-02]. （原始内容存档于2022-06-01） （日语）.
17. ↑  . Natalie. 2020-11-17  [2021-08-01]. （原始内容存档于2021-08-15） （日语）.
18. ↑  . Natalie. 2020-11-17  [2021-08-15]. （原始内容存档于2021-08-15） （日语）.
19. ↑  . Natalie. 2021-04-07  [2021-04-11]. （原始内容存档于2021-04-21） （日语）.
20. ↑  . Natalie. 2021-01-15  [2021-08-15]. （原始内容存档于2021-01-27） （日语）.
21. ↑  . Natalie. 2021-03-28  [2021-08-15]. （原始内容存档于2021-08-15） （日语）.
22. ↑  . AnimeAnime.jp. 2021-03-29  [2021-08-15]. （原始内容存档于2021-08-21） （日语）.
23. ↑  . Natalie. 2021-03-30  [2021-08-15]. （原始内容存档于2021-08-15） （日语）.
24. ↑  . Natalie. 2021-04-21  [2021-08-15]. （原始内容存档于2021-08-15） （日语）.
25. ↑  . Oricon. 2021-08-10  [2021-08-16]. （原始内容存档于2021-08-16） （日语）.
26. ↑  @kanokano_anime.  (推文). 2021-08-10 –Twitter.
27. 1 2  . 電視動畫官方網站.   [2021-07-04]. （原始内容存档于2021-07-09） （日语）.
28. ↑  . Natalie. 2021-08-16  [2021-09-05]. （原始内容存档于2022-06-01） （日语）.
29. 1 2 3  . アニメイトタイムズ. アニメイト. 2023-08-30  [2023-08-30]. （原始内容存档于2023-08-30） （日语）.
30. ↑  @kanokano_anime.  (推文). 2021-07-09 –Twitter.
31. ↑  @kanokano_anime.  (推文). 2021-07-17 –Twitter.
32. ↑  @kanokano_anime.  (推文). 2021-07-31 –Twitter.
33. ↑  @burumakun.  (推文). 2021-08-06 –Twitter.
34. ↑  @kanokano_anime.  (推文). 2021-08-21 –Twitter.
35. ↑  . 電視動畫「女朋友 and 女朋友」官方網站.   [2023-10-31]. （原始内容存档于2021-06-23） （日语）.
36. ↑  . AT-X. エー・ティー・エックス.   [2023-10-31]. （原始内容存档于2023-03-28） （日语）.
37. ↑  . 電視動畫「女朋友 and 女朋友」Season 2 官方網站.   [2023-10-31]. （原始内容存档于2021-03-28） （日语）.
38. ↑  . AT-X. エー・ティー・エックス.   [2023-10-31]. （原始内容存档于2023-09-27） （日语）.
39. ↑  Muse. . Facebook. 2021-07-21  [2021-08-16]. （原始内容存档于2022-05-28） （英语）.
40. ↑  女朋友 and 女朋友 第01話【就算那並非正途】 （页面存档备份，存于）. 木棉花香港YouTube頻道. 2021-07-03 [2021-08-01].
41. ↑  . 木棉花國際.   [2021-08-16]. （原始内容存档于2021-08-16） （中文）.
42. ↑  . bilibili.   [2021-07-04]. （原始内容存档于2021-07-11） （中文（中国大陆））.
43. ↑  . bilibili Global.   [2021-07-04]. （原始内容存档于2021-09-21） （英语）.
44. ↑  . Crunchyroll. 2021-07-20  [2021-08-16]. （原始内容存档于2021-07-01） （英语）.
45. ↑  . 電視動畫「女朋友 and 女朋友」官方網站.   [2023-10-21]. （原始内容存档于2023-12-25） （日语）.
46. ↑  . 電視動畫「女朋友 and 女朋友」Season 2 官方網站.   [2023-10-21]. （原始内容存档于2021-08-01） （日语）.

| 日本書籍資訊 1. 2. 3. 4. 5. 6. 7. 8. 9. 10. 11. 12. 13. 14. 15. 16. 17. | 台灣書籍資訊 1. 2. 3. 4. 5. 6. 7. 8. 9. 10. 11. 12. 13. 14. 15. 16. |

## 外部連結
漫畫
- 「女朋友 and 女朋友」週刊少年Magazine官方網站（日語）
- 「女朋友 and 女朋友」漫畫連載網站（日語）
- 「女朋友 and 女朋友」官方的X（前Twitter）（日語）

電視動畫
- 電視動畫「女朋友 and 女朋友」官方網站（日語）
- 電視動畫「女朋友 and 女朋友」Season 2 官方網站（日語）
- 電視動畫「女朋友 and 女朋友」官方的X（前Twitter）（日語）
- 電視動畫「女朋友 and 女朋友」官方的TikTok（日語）